# سواین شافنبرگ
سواین شافنبرگ (نروژی: Svein Scharffenberg؛ ‏ ۲۱ ژوئن ۱۹۳۹ – ۵ دسامبر ۲۰۱۷) بازیگر و کارگردان فیلم اهل نروژ بود.
از فیلم‌ها یا برنامه‌های تلویزیونی که وی در آن نقش داشته‌است، می‌توان به وقتی شب به درازا می‌کشد و کلروکس، آمونیوم و قهوه اشاره کرد.